# TechnipFMC
TechnipFMC PLC è un'azienda multinazionale operante nel settore dell'ingegneria petrolifera e gasiera, leader in progetti, tecnologie, sistemi e servizi nel settore; essa è nata nel 2017 dalla fusione della francese Technip e della statunitense FMC Technologies. La sede legale è a Londra, mentre le sedi operative sono a Parigi (ex Technip) e a Houston (FMC Technologies).
Opera nell'industria petrolifera e gasiera in tre segmenti principali: progetti e servizi sottomarini (Subsea - 38,7% del fatturato), project management e servizi onshore/offshore (Onshore/Offshore - 51,6% del fatturato) e progetti e servizi di superficie (Surface - 9,7% del fatturato), e dispone di una flotta di diverse navi. L'azienda è quotata alla borsa di Parigi e a quella di New York ed è presente in diversi indici, tra cui: CAC 40, SBF 120, Euronext 100, NYSE Composite, Dow Jones Industrial Average, S&P 500 e STOXX Europe 600.